# Charles-Albert Cingria
Charles-Albert Cingria (* 10. Februar 1883 in Genf; † 1. August 1954 ebenda) war ein Schweizer Schriftsteller, der als einer der bedeutendsten Kulturkritiker der welschen Schweiz hervortrat.

## Biographie
Die Familie von Charles-Albert Cingrias Vater stammte aus Ragusa (heute Dubrovnik) und lebte in Konstantinopel, seine Mutter war polnisch-französischer Abstammung. Sein älterer Bruder Alexandre Cingria (1879–1945) war Maler und Glasmaler.
Charles-Albert Cingria besuchte die Gymnasien der Abtei Saint-Maurice und des Klosters Engelberg, ohne jedoch einen Abschluss zu erreichen. Er studierte anschliessend in Genf und in Rom Musik und schloss mit dem Organistendiplom ab. Von 1902 bis 1909 bereiste er die Schweiz, Frankreich, Italien, Deutschland, Spanien, Afrika und die Türkei.
1915 etablierte sich Cingria in Paris. Der Zweite Weltkrieg zwang ihn, in die Schweiz zurückzukehren, wo er nach Stationen in Lausanne und Genf in Freiburg in einem Dienstbotenzimmer hauste.
Während dieses unfreiwilligen Schweizer Aufenthaltes durchstreifte Cingria die Schweiz mit dem Rad und finanzierte sein Leben mehr schlecht als recht, indem er für verschiedene Organe der lokalen Presse Beiträge schrieb und Vorträge hielt. 1944 kehrte er nach Frankreich zurück. In der Folge lebte er abwechselnd in Paris, der Schweiz und Aix-en-Provence.
1954 wurde Cingria notfallmässig aus der Provence in ein Genfer Spital überführt, wo er am 1. August desselben Jahres starb.
Der Nachlass von Charles-Albert Cingria befindet sich in Lausanne in der Bibliothèque cantonale et universitaire und im Centre de recherches sur les lettres romandes.
Henry Miller schrieb über ihn: «Ich hatte das große Glück, einen ganzen Nachmittag und Abend in Cingrias Gesellschaft zu verbringen. Diese paar kurzen Stunden rechne ich unter die großen Ereignisse meines Lebens.»

## Werke
- A propos de la langue esperanto, dite langue universelle. Edition de la Voile latine. Genêve 1906
- Anthologie de Charles-Albert Cingria. L’Escampette éditions, Bordeaux 1995, ISBN 2-909428-30-3.
- Les autobiographies de Brunon Pomposo. Editions L’Age d’homme, Lausanne 1997, ISBN 2-8251-0856-1.
- Bois sec, bois vert Gallimard, Paris 1983, ISBN 2-07-028046-2.
- Le carnet du chat sauvage. Edition Fata Morgana, St.-Clément-de-Rivière 2001, ISBN 2-85194-533-5.
- Florides helvètes et autres textes. Editions L’Age d’homme, Lausanne 1997.
- La fourmi rouge et autres textes. Editions L’Age d’homme, Lausanne 1995
- Géographie vraie. Editions Fata Morgana, St-Clément-de-Rivière 2003, ISBN 2-85194-597-1.
- La grande ourse. Gallimard, Paris 2000, ISBN 2-07-075874-5.
- Lettre au vérificateur des eaux. Chroniques. Editions de La Différence, Paris 1995, ISBN 2-7291-1086-0.
- Lettres de Charles-Albert Cingria à Sven Stelling-Michaud. Editions L’Age d’homme, Lausanne 2001, ISBN 2-8251-1321-2.
- Nouvelles correspondances de Charles-Albert Cingria. Editions L’Age d’homme, Lausanne 2001.
  - 1. - Correspondance avec Igor Stravinsky. ISBN 2-8251-1320-4.
  - 2. - Lettres de Charles-Albert Cingria à Henry-Louis Mermod. ISBN 2-8251-1321-2.
- Le parcours du Haut Rhône, ou, La julienne et l’ail sauvage. Textes et croquis pris sur la route. Editions VP, Paris 1997 (zusammen mit Paul Monnier).
- Pendeloques alpestres. Editions Zoé, Genf 2001, ISBN 2-88182-435-8.
- Petites feuilles. Editions L’Age d’homme, Lausanne 1997, ISBN 2-8251-1078-7.
- Pétrarque. Editions L’Age d’homme, Lausanne 2003, ISBN 2-8251-1820-6.
- Portraits. Editions L’Age d’homme, Lausanne 1994, ISBN 2-8251-0554-6.
- Propos animaliers. Editions L’Age d’homme, Lausanne 2004, ISBN 2-8251-1915-6.
- La reine Berthe. Editions L’Age d’homme, Lausanne 1992, ISBN 2-8251-0347-0.